# Институт востоковедения РАН
Институ́т востокове́дения Росси́йской акаде́мии нау́к (ИВ РАН) — научно-исследовательский институт РАН в области комплексного изучения Азии и Северной Африки. Является ведущим научным центром мирового масштаба, охватывающим широкий спектр направлений исследований востоковедной тематики. Регион исследования простирается от западного побережья Северной Африки до островов Тихого океана, а хронология охватывает все исторические периоды истории Востока — от древности до наших дней.

## История
Основан в октябре 1818 года в Санкт-Петербурге как Азиатский музей при Императорской академии наук. Размещался в Санкт-Петербурге в помещении Кунсткамеры Императорской академии наук по ходатайству президента академии графа С. С. Уварова, который задолго до того вынашивал планы организации Восточной академии. В ноябре 1819 года первый директор Азиатского музея, академик Х. Д. Френ опубликовал годовой отчёт о работе АМ в газете «Санкт-Петербургские ведомости».
К началу XX века это был уже крупный, мирового масштаба, исследовательский центр изучения Востока, в котором работали известные ориенталисты — специалисты по истории, археологии, религии, этнографы, лингвисты и литературоведы. Имена этих ярких учёных прочно вошли в историю российской и мировой науки.
В 1930 году произошла реорганизации востоковедных учреждений АН СССР, выразившейся в слиянии Азиатского музея, Института буддийской культуры и Туркологического кабинета в единый Институт востоковедения АН СССР. Первым директором единого института стал академик С. Ф. Ольденбург.
С 1950 года институт базируется в Москве. В 1960—1970 годы назывался Институтом народов Азии. Санкт-Петербургский филиал института (в здании Ново-Михайловского дворца) в 2007 году был выделен в отдельный институт — Институт восточных рукописей РАН (ИВР РАН).

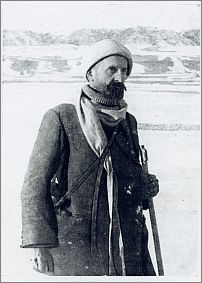
Первый директор института С. Ф. Ольденбург во время Первой Туркестанской экспедиции. 1909 год

На базе ИВ РАН функционирует восточный факультет Государственного академического университета гуманитарных наук.

### Директора
- 1930—1934 — акад. С. Ф. Ольденбург
- 1934—1937 — акад. А. Н. Самойлович
- 1937—1938 — акад. В. В. Струве (и. о.)
- 1938—1940 — акад. А. П. Баранников
- 1940—1950 — акад. В. В. Струве
- 1950—1953 — член-корр. АН СССР С. П. Толстов
- 1953—1954 — д.и.н. В. И. Авдиев
- 1954—1956 — акад. А. А. Губер
- 1956—1977 — акад. Б. Г. Гафуров
- 1977 — член-корр. АН СССР Г. Ф. Ким (и. о.)
- 1977—1985 — акад. Е. М. Примаков
- 1985—1987 — член-корр. АН СССР Г. Ф. Ким (и. о.)
- 1987—1994 — член-корр. РАН М. С. Капица
- 1995—2009 — д.и.н. Р. Б. Рыбаков
- 2009—2015 — акад. В. В. Наумкин
- 2015—2020 — д.и.н. В. П. Андросов
- с 2020 — д.и.н. А. К. Аликберов

## Структура института
- Центр научно-аналитической информации
- Центр арабских и исламских исследований
- Центр археологии Передней и Центральной Азии
- Центр изучения стран Ближнего и Среднего Востока
- Центр изучения Центральной (Средней) Азии, Кавказа и Урало-Поволжья
- Центр изучения Юго-Восточной Азии, Австралии и Океании
- Центр индийских исследований
- Центр исследования общих проблем современного Востока
- Центр крымских исследований
- Центр японских исследований
- Научно-издательский отдел
- Отдел изучения Израиля и еврейских общин
- Отдел истории Востока
- Отдел истории и культуры Древнего Востока
- Отдел Китая
- Отдел Кореи и Монголии
- Отдел литератур народов Азии
- Отдел памятников письменности народов Востока
- Отдел сравнительного культуроведения
- Отдел экономических исследований
- Отдел языков народов Азии и Африки
- Лаборатория комплексных цифровых технологий
- Кабинет (лаборатория) истории и культуры Кореи

## Периодические издания
- Журнал «Азия и Африка сегодня»
- Журнал «Восток (Oriens)» Архивная копия от 13 февраля 2013 на Wayback Machine
- Журнал «Вестник Института востоковедения РАН» Архивная копия от 17 мая 2018 на Wayback Machine
- Журнал «Юго-Восточная Азия: актуальные проблемы развития» Архивная копия от 20 мая 2018 на Wayback Machine
- Журнал «Ориенталистика» Архивная копия от 21 мая 2021 на Wayback Machine
- Журнал «Minbar. Islamic Studies» Архивная копия от 21 мая 2021 на Wayback Machine
- Труды Института востоковедения РАН Архивная копия от 21 мая 2021 на Wayback Machine
- Издание «Юго-Восточная Азия: актуальные проблемы развития» Архивная копия от 21 мая 2021 на Wayback Machine
- Журнал «Восточная аналитика» Архивная копия от 25 мая 2018 на Wayback Machine
- Журнал «Восточный архив» Архивная копия от 2 июня 2018 на Wayback Machine
- Журнал «Востоковедение: история и методология» Архивная копия от 21 мая 2021 на Wayback Machine
- Журнал «Центральная Евразия» Архивная копия от 21 мая 2021 на Wayback Machine
- Журнал «Восточный курьер» Архивная копия от 21 мая 2021 на Wayback Machine
- Ежегодник «Япония» Архивная копия от 21 мая 2021 на Wayback Machine
- Ежегодник «Религия и общество на Востоке» Архивная копия от 21 мая 2021 на Wayback Machine
- Ежегодник «Общество и государство в Китае» Архивная копия от 21 мая 2021 на Wayback Machine
- Журнал «Эпиграфика Востока» Архивная копия от 21 мая 2021 на Wayback Machine
- Журнал «Историческая психология и социология истории» Архивная копия от 21 мая 2021 на Wayback Machine
- Бюллетень «Россия и мусульманский мир» Архивная копия от 21 мая 2021 на Wayback Machine